# محمد عمارة (لاعب كرة قدم مواليد 1974)
محمد عمارة لاعب كرة قدم مصري معتزل، كان يلعب في مركز الظهير الأيسر ، ولعب لأندية بلدية المحلة والأهلي والمصري ، بالإضافة إلى تجربة الاحتراف في ألمانيا في نادي هانزا روستوك ولعب للفريق أربعة مواسم في الدرجة الأولى حصل خلالها على لقب أفضل ظهير أيسر في الشهر ست مرات.

ولعب للمنتخب الوطني وفاز معه بكأس الأمم الأفريقية لكرة القدم 1998 وشارك معه في خمس مباريات كأساسي ومباراة وحيدة احتياطي، وعمل مدربًا بقطاع الناشئين لكرة القدم بالنادي الأهلي من موسم 2007–2008.

وشارك مع النادي الأهلي أمام روما في 11 أغسطس 2002 وانتهت المباراة بفوز النادي الأهلي بهدفين مقابل هدف، وأيضًا أمام أياكس أمستردام في 24 يناير 2003 وانتهت المباراة بفوز أياكس بهدفين مقابل هدف.

## أرقام وألقاب وإنجازات
- مع النادي الأهلي: الدوري المصري الممتاز 1998–99 ، كأس مصر لكرة القدم 2002–03 ، كأس السوبر المصري 2003.
- مع منتخب مصر: كأس الأمم الأفريقية لكرة القدم 1998.
- أفضل ظهير أيسر في كأس الأمم الأفريقية 1998.
- أفضل ظهير أيسر في مصر ثلاث سنوات متتالية من 1996 إلى 1998.
- أفضل ظهير أيسر في الشهر ست مرات مع نادي هانزا روستوك.
- واحد من أفضل 100 لاعب في تاريخ هانزا روستوك الممتد منذ أواخر الأربعينيات.
- الحصول على الدورة الأساسية للمدربين بالقاهرة 2005.
- الحصول على الدورة الدولية لمدربي الناشئين لكرة القدم عام 2006 .
- الحصول على الدورة الدولية لمدربي كرة القدم التي نظمها الاتحاد الأوروبي عام 2007.

## روابط خارجية
- محمد عمارة على موقع الاتحاد الدولي (مؤرشف)  (الإنجليزية)
- محمد عمارة على موقع قاعدة بيانات كرة القدم.إي يو (الإنجليزية)
- محمد عمارة على موقع ناشيونال فوتبول تيمز (الإنجليزية)
- محمد عمارة على موقع عالم كرة القدم.نت (الإنجليزية)
- محمد عمارة